# آيكو كيتهارا
آيكو كيتهارا (باليابانية: 北原愛子؛ بالكانا: きたはら あいこ) هي مغنية وكاتبة أغاني وشاعرة يابانية، ولدت في 11 أكتوبر 1982 في أوساكا في اليابان.

## وصلات خارجية
- الموقع الرسمي
- آيكو كيتهارا على موقع ميوزك برينز (الإنجليزية)